# فقر الدورة الشهرية

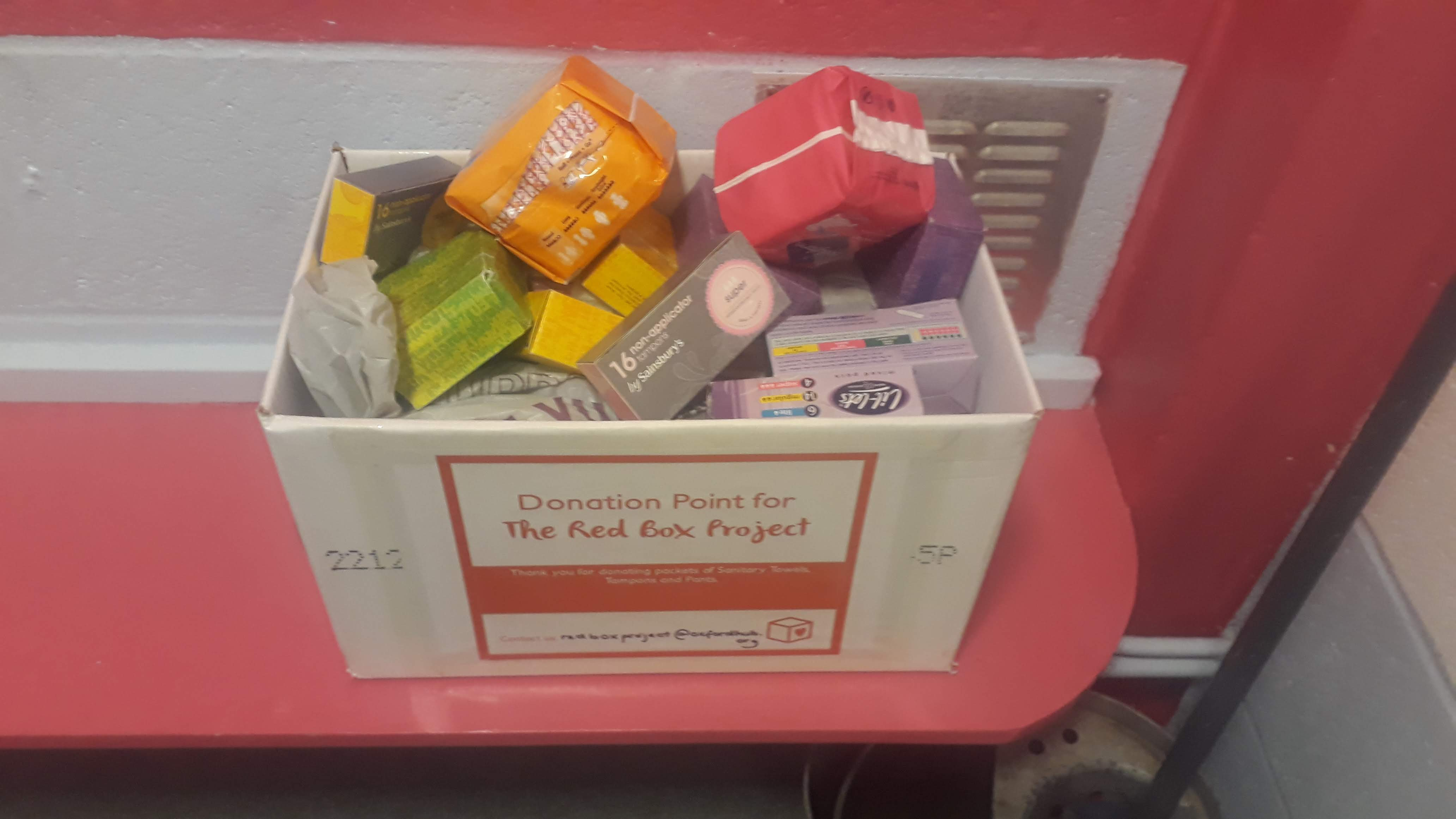
طرود من الفوط الصحية والسدادات القطنية، موضوع على مقعد وردي اللون، كتب عليها "نقطة التبرع لمشروع الصندوق الأحمر".

فقر الدورة الشهرية هو صعوبة الحصول على منتجات النظافة الصحية، ونقص الثقافة الصحية المتعلقة بالدورة الشهرية، ودورات المياه، ومرافق غسل اليدين، و/أو إدارة المخلفات.
وتتعرض النساء والفتيات اللاتي تحيضن حول العالم للنبذ من الأنشطة الحياة اليومية، مثل أكل بعض الأطعمة أو الاندماج مع الآخرين. وقد يجعل الخجل الثقافي المتعلق بالدورة الشهرية ونقص المصادر، الفتيات والنساء يتوقفن عن الذهاب إلى المدارس والعمل كل يوم.

## التعريف
يشير «فقر الدورة الشهرية» (أو إدارة النظافة الصحية في حالة الحيض) إلى صعوبة الوصول إلى منتجات النظافة الصحية لأسباب مادية. فتُعرف كل من منظمتي الصحة العالمية واليونيسف لعام 2012 «إدارة النظافة الصحية في حالات الحيض» كالآتي:
- أن تستطيع النساء والفتيات استخدام أدوات نظيفة لتجفيف أو جمع دم الحيض وتغيير تلك الأدوات في سرية كلما احتجن خلال فترة الحيض.
- أن يستطعن استخدام الصابون والمياه لغسل أبدانهن كلما احتجن، والحصول على أماكن آمنة وملائمة للتخلص من أدوات النظافة المستعملة.
- أن يحصلن على المعلومات الأساسية اللازمة حول الدورة الشهرية وكيفية إدارتها بالحفاظ على كرامتها دون الشعور بالضيق أو الخوف.

ترتبط الإدارة الجيدة للنظافة الصحية في حالات الحيض بشكل مباشر بتحقيق العديد من أهداف التنمية المستدامة المقترحة؛ بما فيها الهدف 4 (ضمان التعليم الجيد المنصف والشامل للجميع وتعزيز فرص التعلّم مدى الحياة للجميع)، والهدف 5 (تحقيق المساواة بين الجنسين وتمكين كل النساء والفتيات)، والهدف 6 (ضمان توافر المياه وخدمات الصرف الصحي للجميع) (إدارة الأمم المتحدة للشئون الاقتصادية والاجتماعية، 2015).

## الوضع العالمي
يُعد فقر الدورة الشهرية مشكلة في البلاد ذات الدخل المرتفع والمنخفض والمتوسط؛ فعلى سبيل المثال، يعتبر الفقر الخاص بالدورة الشهرية مشكلة منتشرة في أنحاء كينيا، حيث وجدت منظمة اليونيسف بأن 7% من النساء والفتيات اللاتي أُجري عليهن الاستقصاء يعتمدن على الملابس الرثة، وقطع من المفروشات، وريش الدواجن، والطين، والصحف. بينما تستخدم 46% منهن فوط صحية قابلة للتخلص منها و6% يستخدمن فوط صحية قابلة لإعادة الاستخدام.
حاليًا، تقود أستراليا الطريق نحو محاربة فقر الدورة الشهرية عن طريق التخلص رسمياً من ضريبة الفوط الصحية للمواطنين ابتداءٍ من 1 يناير 2019. لاحظت حركة بريود غير الربحية والمطالبة بالمساواة في إدارة النظافة الصحية أن 35 ولاية أمريكية لديها ما يدعى بضريبة التامبون، حيث أن المنتجات تخضع لضريبة قيمة المضافة، كغيرها من المواد الأساسية.

## أسباب فقر الدورة الشهرية
تُظهر الأبحاث أن فقر الدورة الشهرية يؤثر في العديد من النساء ذوات الدخل المنخفض، نتيجة لعدة أسباب مختلفة وهي:

### صعوبة الوصول للمنتجات الصحية
العديد من الفتيات والنساء أيضاً لا يستطعن تحمل تكلفة منتجات الدورة الشهرية بسبب ضريبة التامبون، والمسماة بـ «الضريبة الوردية»، نظراً للتسويق المتكرر للون الوردي تجاه النساء. بالرغم أن بعض البلدان حول العالم ألغت الضريبة على منتجات الدورة الشهرية باعتبارها منتجات كمالية، مازالت بعض البلدان الأخرى تستخدمها كشكل من أشكال التمييز الجنساني. إلغاء الضريبة حول العالم لن يجعل منتجات الدورة الشهرية في متناول اليد، الكثير من الناس لا يستطيعون تحمل ثمنها على الإطلاق، وغالباً ما يتحيرن بين شراء الطعام أو لوازم الدورة الشهرية. طبقاً لليونيسف، عائلات كثيرة في بنجلاديش لا تستطيع تحمل تكلفة منتجات الدورة الشهرية، ويستخدمون الملابس القديمة. وأفادت وزارة الصحة الهندية، أن 12% فقط ممن تأتيهم الدورة الشهرية في الهند يمكنهم الحصول على المنتجات الصحية، مما يعرض البقية لاستخدام مواد غير آمنة، مثل استخدام بديل من قطع القماش ونشارة الخشب.
أفادت التقارير أنه في كينيا، تجبر الفتيات على ممارسة الجنس في مقابل المنتجات الصحية. وذكر بحث جديد وحصري خاص باليونيسف أن 65% من النساء في كيبيرا -منطقة في العاصمة نيروبي، وهي أحد أكبر الأحياء الحضرية الفقيرة في إفريقيا- قمن بممارسة الجنس مقابل الفوط الصحية، نتيجة لانتشار فقر الدورة الشهرية، والعار والوصم، ومعلومات الصحة العامة المغلوطة الخاصة بالدورة الشهرية. لكن هناك تنازع حول التقارير القائلة بأن الفتيات يمارسن الجنس مع سائقي بودا بودا (تاكسي الدراجة النارية)، لأن لديهم سلطة ومال وقدرة على توفير المنتجات الصحية.

### عدم وجود مرافق المياه والصرف الصحي والنظافة الصحية
النظافة الصحية خلال فترة الحيض ليست مجرد قضية نسائية، طبقاً لليونيسف، يوجد 2.3 مليار شخص عالمياً يعيشون بدون خدمات نظافة صحية أساسية، وفي البلدان النامية 27% من الأشخاص لديهم مرافق مناسبة لغسل اليدين في المنزل. عدم القدرة على استخدام هذه المرافق، يصعب على النساء والفتيات التعامل مع فترات حيضهم بأمان وكرامة.
لا يزال ضعف قدرة الوصول إلى المياه والصرف الصحي والنظافة الصحية قائماً، بالرغم من تبني الجمعية العامة للأمم المتحدة لقرارين عامي 2010 و2015، يعترفان بحقوق الإنسان في المياه والصرف الصحي. ركز قرار ديسمبر عام 2015 على الحق في الحصول على مرافق صرف صحي، والذي أثبت أنه تحدياً كبيراً على مدار أهداف التنمية المستدامة. لكن عادة ما يهمل الصرف الصحي، إذا لم يتم التعامل معه كحق منفصل. تحت إطار عمل البرنامج المشترك بين المجلس التعاوني لإمداد المياه والمرافق الصحية، وهيئة الأمم المتحدة للمرأة، الذي ركز على النوع، والنظافة الصحية، والصرف الصحي، أجريت لقاءات مع النساء العاملات بالأسواق في غرب ووسط إفريقيا. عبرن هؤلاء النساء عن مخاوفهن من نقص مرافق الصرف الصحي -بما في ذلك صعوبة الحصول على المياه والصابون في أماكن آمنة في العمل- والأثر السلبي لذلك على إنتاجيتهم خاصة خلال فترة الحيض.
لا تستطيع الفتيات ذوات الاحتياجات الخاصة والإعاقات، الوصول للمرافق والموارد اللاتي يحتجنها من أجل النظافة الصحية السليمة خلال فترة الحيض. كما أن العيش في المناطق المتأثرة بالنزاعات، أو في أعقاب الكوارث الطبيعية؛ يزيد من صعوبة تعامل النساء والفتيات مع فترة الدورة الشهرية.

### امتهان الكرامة
ينظر للحيض كوصمة عار في أنحاء العالم. في نيبال، على سبيل المثال، ينظر المجتمع للنساء الحوائض على أنهن نجاسةٌ، ويتم إخراجهن من مساكنهن إلى أكواخ أثناء فترة الحيض. تعتبر أكواخ الحيض غير قانونية من الناحية الفنية، إلا أن الأسر لازالت تستمر في المخاطرة وذلك يرجع لأن الأساطير والمفاهيم الخاطئة أصبحت متجذرة بعمق في الثقافة النيبالية. قامت الوكالة غير الحكومية وومينا WoMena بإجراء دراسة في أوغندا، ووُجد أن العديد من فتيات المدارس يتهربن من المدرسة أثناء فترة الحيض لتجنب السخرية اللاتي يواجهنها من زملائهن.
وفقاً لبوبل، أستاذة مساعدة في الدراسات المتعلقة بالمرأة ونوع الجنس والنشاط الجنسي في جامعة ماساشوستس في بوسطن، فإن «وصمة العار للحيض قوية ومتواجدة في كل مكان ولها تأثير قوي، حتى وإن اختلفت شدتها من مكان لمكان». يساعد تحريم الحيض في إلحاق الأذى وإهانة ملايين النساء والفتيات، ويمكن أن يكون أكثر سوءاً، فالنقص الشديد في المرافق والمنتجات الصحية قد يقود الفتيات للابتعاد عن الدراسة بشكل مؤقت، وأحياناً بشكل دائم.
وعلى الرغم من أن المرأة تواجه الحيض لمدة 30 عاماً من حياتها في المتوسط، إلا أن دورات المياه مبنية دون اعتبار احتياجاتها. يؤمن المجلس التعاوني لإمدادات المياه والصرف الصحي بأن تجاهل احتياجات النظافة الشهرية للنساء يعد انتهاكاً لحقوقها، وأهم من ذلك انتهاكاً للكرامة الإنسانية، وكل هذا يضاف إلى جانب الحق في عدم التمييز، والحق في المساواة، والسلامة البدنية، والصحة، والخصوصية، والحق في الحرية ضد المعاملة اللاإنسانية والمهينة والاستغلال والعنف.

### غياب برامج التثقيف عن الحيض
من أهم العوائق التي تواجه النساء عند التعامل مع فترة الحيض هي القيود الاجتماعية والمعتقدات والأساطير. وهناك العديد من الفتيات لا يدركن ما يحدث عند بدء فترة الحيض، إلى جانب معرفتهن المحدودة بالعمليات الحيوية التي تحدث لأجسامهن، ويمكن أن يؤدي التثقيف إلى منع استمرار هذه القيود الخاصة بالحيض (والتي غالباً ما تتكرر من قبل الإناث). تركز ورش عمل هير ترن آند هز تشانس Her Turn and His Chance المعنية بإدارة النظافة الصحية في حالات في نيبال، والموجهة للمراهقات التي تركن المدرسة ما بين عمر الـ 12 و16 على تعليمهن، وتمكينهن من مواجهة المحرمات الاجتماعية، والحفاظ على النظافة الشخصية. يستفيد الفتيان من التثقيف الصحي عن الحيض أيضاً، فتثقيف الفتيات والفتيان بشأن الحيض في سن مبكرة في المنزل والمدرسة يعزز العادات الصحية ويكسر الشعور بالعار حول هذه العملية الطبيعية. إن تحقيق الإنصاف في جانب الدورة الشهرية يعني الوصول إلى المنتجات الصحية، توفير دورات مياه مناسبة، مرافق غسل يدين مناسبة، تثقيف حول الصحة والنظافة وإدارة أفضل للنفايات من قبل الأشخاص حول العالم.

## دراسات وبحوث
تعتبر الإحصائيات التالية، والمأخوذة من مؤسسة بلان انترناشونال لحقوق الفتيات في المملكة المتحدة، هي التقديرات الكمية الوحيدة المتوفرة حالياً على نطاق المملكة المتحدة لمدى فقر الدورة الشهرية.
- واحدة من كل عشر فتيات (10 بالمائة) لم تستطع تحمل تكاليف الأدوات الصحية.
- واحدة من كل سبع فتيات (15 بالمائة) تعاني لشراء الأدوات الصحية.
- واحدة من كل سبع فتيات (14 بالمائة) اضطرت إلى استعارة الأدوات الصحية من صديقة وذلك بسبب مشاكل في توفير التكاليف.
- أكثر من فتاة واحدة من بين عشر فتيات (12 بالمائة) اضطرت إلى ارتجال أدوات صحية بسبب عدم القدرة على تحمل التكاليف.
- واحدة من خمس فتيات (19 بالمائة) اضطرت إلى التغيير لمنتج صحي أقل ملاءمة بسبب التكلفة.

ووفقاً لتقديرات اليونيسيف هناك ما يقرب من 500 مليون فتاة وامرأة حول العالم لا تتوفر لديهن باستمرار مرافق مياه نظيفة ومنتجات صحية ويحتجن لإدراة نظافتهن الصحية خلال فترة الحيض. وتتغيب فتاة من بين عشرة فتيات من المدرسة أثناء فترة حيضها.

## التأثيرات

### صحية
قد تلجأ النساء والفتيات إلى اتباع إستراتيجية تناول أقل الكميات من الطعام والماء، كما قد يتبرزن في الخلاء ويختفين قدر استطاعتهن لمواجهة مشكلة عدم توافر مرافق صحية. وطبقاً لما قالته اليونيسيف، فإن إهمال النظافة الصحية أثناء الحيض قد يسبب مخاطر صحية وجسدية وقد يرتبط بمشاكل الإنجاب والمسالك البولية. مما يمنع النساء من تحقيق ذواتهن عندما يفوتن فرصاً هامة لنموهن.

### التعليم والعمل
الملايين من الفتيات حول العالم يتسربن من التعليم كل عام بسبب فقر الدورة الشهرية، وصعوبة الحصول على منتجات الصحية. بالإضافة إلى غياب التثقيف الصحي عن الحيض، وعدم وجود مرافق مياه وصرف صحي وأماكن للتخلص من النفايات في بعض الدول. أظهرت الأبحاث أن التحصيل الدراسي المتدني يقلل من الإمكانات الاقتصادية للفتيات طوال حياتها، مما قد يؤثر على النتائج المتعلقة بصحة السكان؛ وقد تمتد لتؤثر على الصحة الجنسية والإنجابية للفتيات والشعور بالاحترام للذات والقدرة على السيطرة.
قد تكون الفتيات اللاتي لم يتلقين قدر كاف من التعليم أكثر عرضة لزواج الأطفال، الحمل المبكر، سوء التغذية، العنف الأسري، ومضاعفات الحمل. بالإضافة إلى أن الخزي من الدورة الشهرية له تأثيرات سلبية. وتشل قدرة المرأة نظراً لإحساسها بالحرج من عملية بيولوجية طبيعية.

### نفسية
يذكر تقريراً عن أن بعض الدراسات التي أُجريت في كينيا وجدت أن بعض فتيات المدارس وبخاصة المراهقات، الأميات، المعيلات لأنفسهن يمارسن الجنس التجاري للحصول على منتجات صحية. يُزيد الجنس التجاري من تعرضن لخطر العنف والإصابة بالأمراض المنقولة جنسياً ونحو ذلك من المخاطر.
انتحرت فتاة من كينيا بالغة من العمر 14 عاماً عقب شعورها بالخزي من سيلان حيضها وتلطيخه لملابسها في الفصل. تذكر أم الفتاة أن معلماً نعتها بـ «القذرة» بسبب تلطُخ ملابسها وأمرها بمغادرة الفصل. كما ذكرت الأم في الصحف الكينية «أن ابنتها لم يكن معها فوطة صحية لتستخدمها. عندما تلطخت ملابسها بالدماء، طُلب منها مغادرة الفصل والوقوف خارجه». وقالت أنه عندما عادت ابنتها للمنزل أخبرتها بما حدث ومن ثم ذهبت لجلب المياه وعندها انتحرت.

## استجابة دولية

### أسكتلندا
تعهدت الحكومة الأسكتلندية بتوفير منتجات صحية نسائية مجانية في المدارس والكليات والجامعات. وهذا يأتي عقب ما أظهره استطلاعاً للرأي أُجري تزامناً مع اليوم العالمي للمرأة بأن شخصاً من كل أربعة أشخاص في المدارس أو الكليات أو الجامعات في أسكتلندا يواجهون صعوبة في الحصول على منتجات صحية نسائية.
شمل الاستطلاع 2.050 شابة اسكتلندية ووجد أن 71% منهن يضطررن إلى طلب سدادة قطنية أو فوصة صحية من غيرهن، بينما ذكرت 70% إنهن استخدمن ورق المراحيض كبديل. أطلقت عضوة البرلمان الأسكتلندي مونيكا ليننون مشاورة بشأن مشروع قانون لتوفير المنتجات الصحية النسائية، حيث أيد 96% من المجيبين أن تصبح المقترحات قانوناً.
ذكرت ليننون أن «المقترحات المقدمة الرامية لإنهاء فقر الدورة الشهرية قد قوبلت بتأييد شعبي هائل. وإن هذا هو الوقت المناسب لإصدار التشريعات- حيث يمكن لأسكتلندا أن تقود العالم في هذا الصدد.»
في أغسطس 2018، صتعت الحكومة الأسكتلندية التاريخ بكونها الدولة الأولى في العالم التي تعهدت بتوفير منتجات صحية نسائية مجانية في جميع المدارس والكليات والجامعات. ستصبح هذه المنتجات متوفرة في جميع دورات المياه كالماء والصابون، بحيث تستطيع جميع الفتيات الحصول على لوازم الدورة الشهرية، بغض النظر عن إمكاناتهم المادية أو أي أعباء أخرى التي يواجههونها لها وتعيق الحصول على المنتجات في المنزل. كما سيتم يتوفر المنتجات الصحية المجانية للأسر ذات الدخل المنخفض.

### بريطانيا
ازداد الوعي بفقر الدرة الشهرية عالمياً - برزت أحدث الحركات بعد أيام من حديث ميجان ميركل الذي تصدر عناوين الصحف لكونها أول فرد من الأسرة الملكية التي تتحدث علنياً عن القضية في احتفالاً أقيم بمناسبة اليوم العالمي للمرأة. أطلقت بريطانيا فيما بعد الصندوق العالمي لفقر الدورة الشهرية وفرقة عمل معنية لمساعدة جميع النساء والفتيات للحصول على منتجات صحية بحلول عام 2050 والتصدي لوصمة العار المرتبطة بالحيض.
تعهدت الحكومة بالتبرع بـ مليوني جنيه استرليني (2.64 مليون دولار) للمنظمات التي تعمل على إنهاء فقر الدورة الشهرية عالمياً، كما خصصت 250.000 جنيه استرليني لإنشاء فرقة عمل مكونة من الإدارات الحكومية والمنظمات الخيرية والمؤسسات الخاصة للتصدي لهذه المشكلة.

### الولايات المتحدة
في مارس 2019، أعلنت عضوة الكونجرس الأمريكي غريس منغ قانون المساواة للجميع في فترة الحيض قبل الكونجرس، وهو أول مشروع قانون شامل للتصدي للتحديات التي تواجهها النساء والفتيات في أمريكا للحصول على منتجات صحية نسائية. سيجعل مشروع القانون المنتجات الصحية النسائية مجانية للنساء في السجون. وسيسمح القانون للولايات استخدام الأموال الفيدرالية لتوفير فوط صحية للفتيات في المدارس. مما يتطلب أن يغطي برنامج المساعدة الطبية Medicaid هذه المنتجات.
أقر عدد قليل من الولايات الأمريكية من بينها ولاية نيويورك قوانين ألزمت فيها المدارس بتوفير منتجات الدورة الشهرية للطالبات واعتبارها ضروريات كورق المراحيض، لكن هذا ما يزال يتطلب المزيد من العمل. لقد وفرت السجون الفيدرالية فقط منتجات الدورة الشهرية بالمجان في عام 2018. نظم النشطاء مؤخراً عريضة ومسيرة للضغط على وزارة التعليم للقضاء على فقر الدورة الشهرية في الولايات المتحدة. وطالبوا الحكومة بأن تتعامل مع منتجات الدورة الشهرية باعتبارها من الضروريات الصحية، أن تدعم السياسات حماية الطالبات اللاتي تحضّن، وأن تمول منتجات الدورة الشهرية في المدارس.

## وصلات خارجية
- #FreePeriods
- Always Wants to Help #EndPeriodPoverty to Keep Girls in School & Confident